# Bernhard Ensemble
Das Bernhard Ensemble (auch das.bernhard.ensemble) ist ein in Wien ansässiges Schauspieler-Ensemble und wurde 1997 von den Autoren, Schauspielern und Regisseuren Grischka Voss und ihrem damaligen Lebenspartner (und späteren zeitweiligen Ehemann) Ernst Kurt Weigel gegründet. Mit ihrer erst dritten Theaterproduktion HAIN von Klaus Haberl erhielt das junge Ensemble bereits den Nestroypreis 2001 für die beste Off-Theater-Produktion. 2006 gründete Ernst Kurt Weigel Das Off Theater in Wien, das ab diesem Zeitpunkt zur ständigen Spielstätte des Ensembles wurde und ein freier Veranstaltungsort für viele weitere Bühnenkünstler ist.

## Arbeitsweise
Die Produktionen des Bernhard Ensembles werden im Kollektiv als Stückentwicklung erarbeitet und bewegen sich zwischen den Genres Schauspiel, Tanz und physical theatre. Das Mash-up als Theaterformat, eine Erfindung des Ensembleleiters Ernst Kurt Weigel, ist mittlerweile zum Markenzeichen der Gruppe geworden. Dabei werden internationale Kultfilme mit österreichischen Theaterklassikern dramaturgisch verwoben (WIENER.WALD.FICTION 2014, sowie LILIOM.CLUB 2019 waren beide für den Nestroypreis nominiert).

## Theaterproduktionen
(Quelle: )
- 1998/99: Hundert Gründe, eine Diva zu werden – Uraufführung (UA), Autorin und Regie: Grischka Voss, Theater des Augenblicks[2], Theater Spielraum[3], Rabenhof Theater, Kulturforum München
- 1999: Elisabetta: Zufällig eine Frau – (Dario Fo), Regie: Ernst Kurt Weigel, Rabenhof Theater
- 2000/2001: Hain – (Klaus Haberl), UA, Regie: Ernst Kurt Weigel, projekttheater studio
- 2002: Kein Denkmal für Gudrun Ensslin – (Christine Brückner), Regie: Ernst Kurt Weigel, WUK
- 2002: Die Megatoll Show – UA, Autor und Regie: Ernst Kurt Weigel, UA, dietheater Künstlerhaus
- 2002: Das Kistenmädchen – UA, Autorin und Regie: Grischka Voss, Stadtinitiative Wien, Saalfelden
- 2004: Ab und zu kleine Gemütsschwankungen – UA
- 2005: Angst oder die Liebe zu Serienmördern – UA, Autor und Regie: Ernst Kurt Weigel, Stadtinitiative Wien
- 2005: Eis oder die Überwindung des Wegseins – UA, Autor und Regie: Ernst Kurt Weigel, Stadtinitiative Wien
- 2008: Bartleby oder Warum Nichts mehr ist als Etwas – UA, Autor und Regie: Ernst Kurt Weigel, Das Off Theater
- 2008: Monster – UA, Regie: Grischka Voss und Ernst Kurt Weigel, Das Off Theater
- 2008: Vollgas Scorcese – UA, Autor und Regie: Ernst Kurt Weigel
- 2009: Puzzle Over – UA, Regie: Grischka Voss und Ernst Kurt Weigel, Das Off Theater
- 2009: Unsinn oder Weihnachten ist jeden Tag – UA, Autor und Regie: E. K. Weigel, Das Off Theater
- 2010: My Face – Liebe Mich – UA, Autorin und Regie: Grischka Voss, Das Off Theater
- 2010: Sezuan.Gut.Mensch – UA, Regie: Ernst Kurt Weigel, Das Off Theater
- 2011: Boris.Fest – UA, Regie: Ernst Kurt Weigel, Das Off Theater
- 2011/12: Weit.Way.Land (Schnitzler/Lynch) – UA, Regie: Ernst Kurt Weigel, Das Off Theater
- 2012: 18 1/2 – UA, Regie: Ernst Kurt Weigel, Das Off Theater
- 2013: Bird.Shit.Island –  UA, Regie: Grischka Voss und Ernst Kurt Weigel
- 2014: Skinned – UA,  Autorin und Regie: Grischka Voss
- 2014: Wiener.Wald.Fiction (Horvath/Tarantino) – UA, Regie: Ernst Kurt Weigel
- 2015: The.Big.Lumpazi (Nestroy/Coen Bros.) – UA, Regie: Ernst Kurt Weigel
- 2015: Kz.Imaginaire – UA, Autor und Regie: Ernst Kurt Weigel
- 2016: Welt.unter.Melancholia (Soyfer/von Trier) – UA, Regie: Ernst Kurt Weigel
- 2017/18: Taxi.Speiber (Qualtinger/Scorsese) – UA, Autor und Regie: Ernst Kurt Weigel
- 2017:  Beet.Symph.Fünf (Tanztheater) – UA, Choreographie: Anna Hein[4] und Ernst Kurt Weigel
- 2018: Liliom.Club (Molnar/Fincher) – UA, Regie: Ernst Kurt Weigel
- 2019: This is what happened in the Telephone Booth (Tanztheater) – UA, Koprod. mit orgAnic reVolt[5], Regie: Ernst Kurt Weigel, Choreographie:Leonie Wahl[6]
- 2020: The.Heldenplatz.Thing (Bernhard/Carpenter) – UA, Regie: Ernst Kurt Weigel
  - pandemic version: The.Heldenplatz.Thing.Movie
- 2020: Die grauenvolle Entdeckung des Jakob Levy Moreno, UA, Koprod. mit orgAnic reVolt, Regie: Ernst Kurt Weigel, Choreografie: Leonie Wahl
  - 2021: pandemic zoom-version: Reenacting Jakob Levy Moreno
- 2021: Blade.Unwichtig (Schwab/Scott), UA, Regie: Ernst Kurt Weigel
- 2022: Der.Semmelweis.Reflex, UA, Regie: Ernst Kurt Weigel
- 2022: Jeder.Now (Hofmannsthal/Coppola), UA, Regie: Ernst Kurt Weigel
- 2023: Die.Stunde.Shining (Handke/Kubrick), UA, Regie: Ernst Kurt Weigel
- 2023: Natural.Born.Medea (Grillparzer/Stone), UA, Regie: Ernst Kurt Weigel
- 2024: Sommer.Hunds.Traum (Shakespeare/Seidl), UA, Regie: Ernst Kurt Weigel
- 2024: FUNNY.BRANDSTIFTER(Frisch/Haneke), UA, Regie: Ernst Kurt Weigel

## Auszeichnungen
- 2001: Nestroy-Theaterpreis|Nestroypreis in der Kategorie „Beste Off-Produktion“ für Hain
- 2014: Nestroypreis-Nominierung in der Kategorie „Beste Off-Produktion“ für Wiener.Wald.Fiction
- 2019: Nestroypreis-Nominierung in der Kategorie „Beste Off-Produktion“ für Liliom.Club

## Buch
- Günter Macho: das bernhard ensemble, ISBN 978-3-85028-931-3